# Vigor (Computerspiel)
Vigor ist ein kostenlos spielbares Online-Computerspiel des tschechischen Entwicklerstudios Bohemia Interactive. Der Loot-Shooter erschien 2019 für Xbox One, später auch für PlayStation 4, PlayStation 5 und Nintendo Switch.

## Spielprinzip
Vigor spielt in einem postapokalyptischen Norwegen. Jeder Spieler, im Spiel Außenseiter genannt, verwaltet einen eigenen Unterschlupf und bricht zu Missionen auf, um Materialien, Waffen und Munition zu sammeln. Damit kann der eigene Unterschlupf aufgewertet und die persönliche Ausrüstung verbessert werden, um so wiederum riskantere Missionen mit mehr Beute zu bestehen. Während einer Mission können bis zu zwölf Spieler aufeinandertreffen und dabei entweder kooperieren oder sich gegenseitig eliminieren, um an die Ausrüstung des jeweils anderen Spielers heranzukommen. Missionen können aber auch absolviert werden, ohne dabei anderen Spielern zu begegnen. Stirbt ein Spieler während einer Mission, ist die getragene Ausrüstung dauerhaft verloren und muss erneut gesammelt, hergestellt oder gekauft werden.

## Rezeption
Das Spiel wurde gemischt seitens der Spielepresse aufgenommen. So erreichte die Xbox-One-Fassung einen Metascore von 61 aus 100 erreichbaren Punkten. OpenCritic aggregierte über alle Plattformen hinweg eine Wertung von 62 aus 100 Punkten auf Grundlage von 14 Bewertungen und vergab das Label „Schwach“. 29 Prozent der Rezensenten würden das Spiel empfehlen.
4Players kritisierte einen zu stark ausgeprägten Pay-to-win-Charakter und eine schwammige Steuerung. Dennoch sei das Sammeln von Ressourcen, der Ausbau des eigenen Unterschlupfes und die „mal entspannten, mal aufregenden“ Missionen lohnend. 4Players bewertete die Xbox-One-Umsetzung mit 73 %, „befriedigend“. Nintendo Life testete die Fassung für Nintendo Switch und attestierte Vigor fesselndes Gameplay, einzigartige Gameplay-Elemente und ein großes Waffenarsenal. Gleichzeitig wurden Grafik-Probleme und damit einhergehende allgemeine Unübersichtlichkeit, ein schwieriges Spiel als Scharfschütze und eine wenig durchdachte Monetarisierungsstrategie bemängelt. Das Onlinemagazin vergab sechs von zehn Punkten – „Nicht schlecht“.